# ويليام إي. كونور الثاني
ويليام إي. كونور الثاني (بالإنجليزية: William E. Connor II)‏ هو جامع ‏ وشخصية أعمال أمريكي، ولد في 1949.